# Multisiphonia
Multisiphonia nom. inval., rod fosilnih crvenih algi iz porodice Corallinaceae. Sastoji se od dvije taksonomski priznate vrste, ali status roda još je neizvjestan i zahtijeva daljnje istraživanje.

## Vrste
1. Multisiphonia hemicirculis R.C.Tsao & Y.Z.Liang
2. Multisiphonia nanshanensis R.C.Tsao & Y.Z.Liang